# Ambruse Vanzekin
Ambruse Vanzekin, född den 14 juli 1986 i Kaduna i Nigeria, är en nigeriansk före detta fotbollsspelare (målvakt). Vid fotbollsturneringen under OS 2008 i Peking deltog han det nigerianska U23-laget som tog silver.